# DIVE TO BLUE
「DIVE TO BLUE」是 L'Arc〜en〜Ciel第9張單曲。1998年3月25日發行。

## 簡介
這張單曲是第1次連續2週獲得單曲榜冠軍，銷售量超過85萬張，比上一張單曲稍微好。

## 收錄曲
1. DIVE TO BLUE
和「winter fall」一樣，在發行前的演唱會「1997 REINCARNATION」率先曝光。
2. Peeping Tom
3. DIVE TO BLUE (hydeless version)

## 收錄專輯
原創專輯
- 『ark』

精選輯
- 『Clicked Singles Best 13』
- 『The Best of L'Arc〜en〜Ciel 1998-2000』
- 『The Best of L'Arc〜en〜Ciel c/w』
- 『QUADRINITY 〜MEMBER'S BEST SELECTIONS〜』